# Dominic Filiou
Dominic Filiou (né le 27 février 1977 à Gatineau et mort le 2 janvier 2019) est un homme fort canadien.
Filiou était surtout connu pour les compétitions de 2005, 2006 et 2007 de L'Homme le plus fort du monde. En 2005, il a terminé troisième en finale, l'une des meilleures performances de sa carrière. En 2006 et 2007, il a été éliminé lors des manches qualificatives. Il est le lauréat 2007 de L'Homme le plus fort au Canada, faisant de lui le premier homme à défaire Hugo Girard sur le sol canadien (Girard se remettait d'une opération au genou 14 mois avant le concours).